# Marietta Robusti
Marietta Robusti (ur. ok. 1560, zm. 1590) – wenecka malarka okresu renesansu. Pracowała jako asystentka swojego ojca, Jacopo Robustiego, znanego jako Tintoretto.

## Biografia
Jej ojcem był słynny malarz Jacopo Robusti, znany jako Tintoretto. Podobnie jak jej bracia (Domenico, Marco i Giovanni Baptista), Marietta pracowała w warsztacie ojca, gdzie zdobyła umiejętności malarskie. Malowała w stylu podobnym do swojego ojca, więc jej prace były trudne do odróżnienia. Specjalizowała się w portretach, ale podobnie jak inni pomocnicy Tintoretta, pracowała też przy przygotowaniach malowideł ołtarzowych. Poza talentem malarskim, Marietta Robusti miała także pewien talent muzyczny (grywała na instrumencie podczas wieczorków, które Tintoretto wydawał dla weneckiej elity) oraz cechowały ją dobre maniery.
"La Tintoretta", jak ją nazywano, zdobyła sobie jako malarka dużą sławę. Cesarz Maksymilian II, pod wrażeniem stworzonego przez nią portretu antykwariusza Jacopa Strady, zaprosił ją na swój dwór, gdzie miałaby pełnić rolę nadwornej malarki. Została też zaproszona na dwór króla Hiszpanii Filipa II. Jednak jej ojciec zakazał jej skorzystania z tych zaproszeń. Zaaranżował jej małżeństwo z mistrzem złotnictwa Jacopem D'Augustą. Ten zobowiązał się, że Marietta nie opuści domu ojca, będzie tam mieszkać i pracować w jego warsztacie. Marietta zmarła przy porodzie, 4 lata po zaręczynach. Śmierć córki była wielkim ciosem dla związanego z nią Tintoretta, malarz stracił zapał do pracy. Być może wyłącznie z powodu żalu, ale być może też z powodu utraty utalentowanej asystentki.

## Twórczość
Nie wiadomo dokładnie które z dzieł, które wyszły z warsztatu Tintoretta, są autorstwa Marietty Robusti. Współcześnie przypisuje się jej powszechnie Portret starca z chłopcem (1585), choć dzieło to było początkowo uznawane za obraz Tintoretta, aż do momentu, kiedy w latach 20. XX wieku roku odkryto na nim monogram artystki. Przypisuje się jej także niekiedy również portrety dam weneckich, jeden autoportret oraz Portret kobiety w przebraniu Flory. Zachowały się także świadectwa o tym, że miała sportretować złotników z cechu swojego męża.

## W kulturze
Postać Marietty Robusti pojawia się m.in. na obrazach:
- Léon Cogniet Tintoretto malujący postać umierającej córki (1846)
- Eleuterio Pagliano Tintoretto malujący umierającą córkę
- Philippe Jeanron Tintoretto i jego córka (1857)[4]

Jej postać pojawia się też w powieści George Sand pt. Les maîtres mozaïstes.